# Arisa Satō
Arisa Satō (18 de julho de 1989) é uma voleibolista profissional japonesa, que atua como líbero. 

## Carreira
Arisa Satō representou a Seleção Japonesa de Voleibol Feminino nos Jogos Olímpicos de Verão no Rio de Janeiro, que foi quinta colocada.